# 楊鶚
楊鶚（？年—1645年），字子玉，號無山，湖广常德府武陵县人。明末政治人物。

## 生平
他是杨鸿弟弟，杨鹤的從弟。天啓四年（1624年）甲子科湖广乡试舉人，崇祯四年（1631年）辛未科进士，被派至礼部观政，授浦城县知县。十一年（1638年）升吏部考功司主事，本年钦选广西道御史，巡视中城，因為回避亲戚去职。崇祯十三年，獲授為广西道御史，和河東巡盐御史。后擢擢升顺天府巡抚。崇祯十七年京师陷落，南归。
南明弘光年間时，任兵部右侍郎，总督川湖军务，一面屯田，一面练兵。清顺治二年（1645年），与兄杨鸿募兵于麻阳，被烏羅土司杀害。
妻郑氏，张献忠破常德府，逼迫两个妾自尽，自己也以頭撞墙而死。